# Saint-Genest-sur-Roselle
Saint-Genest-sur-Roselle é uma comuna francesa na região administrativa da Nova Aquitânia, no departamento de Alto Vienne. Estende-se por uma área de 19,22 km². Em 2010 a comuna tinha 524 habitantes (densidade: 27,3 hab./km²).